# 林宗
林宗，字惟正，福建福州府怀安县人，明朝政治人物、進士出身。

## 生平
景泰四年，福建癸酉乡试中舉。景泰五年，登甲戌科會試中進士，擔任阳县知县。